# 保護司
保護司（ほごし）は、保護司法（1～5条、7～9条、11～18条）・更生保護法（32条、61条、64条）に基づき、法務大臣から委嘱を受けた非常勤の国家公務員で、犯罪や非行に陥った人の更生を任務とする。
2024年1月現在、全国に4万6584人いる。

## 概要
法務省所管の地方支分部局であり、各都道府県庁所在地（北海道にあっては、札幌のほか、函館、旭川、釧路）におかれた保護観察所の長の指揮下に職務を行う。身分は国家公務員（人事院指令14-3で指定された非常勤国家公務員）であるが、俸給は支払われないため事実上ボランティアである。
更生保護法では「保護観察官で十分でないところを補う」とされているが、保護観察官の人数が絶対的に不足していることから、更生を支援する活動の担い手は、保護観察官より保護司が主となっているとの指摘も一部にある。また、国の刑事政策の一環であるはずの更生保護の相当部分が民間の篤志家によって担われているのは政策の矛盾ではないかという指摘もある。こうした更生を手助けする公的なボランティア制度は、日本発祥の制度であり、フィリピンなどにも制度が輸出されている。

## 構成
- 以下、括弧内は保護司法上の根拠条文。

保護司の任期は2年で、再選を妨げない（第7条）。全国に約48,000人の保護司がいる（保護司法規定の上限は52,500人）ものの、なり手の減少や高齢化、女性の比率の増加が顕著である。保護司は各保護区（政令で定められた区域）ごとに定員がある。
保護司は以下の要件すべてを満たす者の中から各保護区の保護司選考会の意見を聴いた上で保護観察所長が推薦した者のうちから法務大臣が委嘱する（第3条1項）。法務大臣はこの委嘱を地方更生保護委員会の委員長に委任することができる。 
- 人格及び行動について、社会的信望を有すること。
- 職務の遂行に必要な熱意及び時間的余裕を有すること。
- 生活が安定していること。
- 健康で活動力を有すること

ただし、以下のいずれかに該当する者は、保護司になることができない（欠格事由、第4条）。なお成年被後見人又は被保佐人を欠格条項とする規定については、令和元年6月14日に公布された「成年被後見人等の権利の制限に係る措置の適正化等を図るための関係法律の整備に関する法律」によって削除され、心身の故障等の状況を個別的、実質的に審査し、必要な能力の有無を判断することとなった。
- 禁錮以上の刑に処せられた者[注 1]
- 日本国憲法の施行の日以後において、日本国憲法又はその下に成立した政府を暴力で破壊することを主張する政党その他の団体を結成し、又はこれに加入した者
- 心身の故障のため職務を適正に行うことができない者として法務省令で定めるもの

法務大臣は、保護司が欠格に該当するに至った時は解嘱しなければならない（第12条1項）。また法務大臣は保護司が以下に該当するに至ったときは、保護観察所の長の申出に基づいて、これを解嘱することができる（第12条2項）。保護観察所長は、この申出をしようとするときは、あらかじめ、保護司選考会の意見を聴かなければならない（第12条3項）。
- 第3条1項各号に掲げる条件のいずれかを欠くに至つたとき
- 職務上の義務に違反し、又はその職務を怠ったとき。
- 保護司たるにふさわしくない非行があったとき。

「禁錮以上の刑に処せられた者」の欠格を除き、解嘱は当該保護司に解嘱の理由が説明され、かつ弁明の機会が与えられた後でなければ行うことができない（第12条4項）。
保護司が年々高齢化しているため、若返りを図る目的で、法務省は2004年以降76歳以上の者への再委嘱はしないことを決めた。そのため、大量に退任者が出ることとなったため、人材難が憂慮されている。平均年齢は64.7歳（2015年1月1日現在）。このことから法務省では2023年5月から検討会での議論を開始。2024年3月には公募制の導入などを提言する中間報告書を取りまとめ、同年10月までに最終報告書を取りまとめる方針で議論を続けてきた。
地域の警察署や公共団体が推薦することもあるが、多くは保護司自身の人脈によって候補者を探し出しているため、人材を発掘するための方策が模索されている。現状では地方議会議員、宗教家、自営業者、公務員経験者といった様々な分野の人が保護司として活動している。
人材難が続く一方で、2024年6月に滋賀県大津市で保護司が殺害された事件が起き、殺人容疑で逮捕された被疑者は窃盗罪で有罪判決を受けていた保護観察対象者で、被害を受けた保護司が保護観察を担当していた。保護司が保護観察対象者だった人物から危害を受けて殺害されたケースは1964年以来なく、保護司と保護観察対象者とのトラブル処理については前述の議論の主要な議題から外れていた実情もあり、事件を受けて保護司と保護観察対象者とのトラブル対策や安全へ向けての環境整備などが急遽議論に追加される見通しとなった。

## 任務
保護司は保護観察所の長の承認を得た保護司会の計画の定めるところに従い、以下の事務であって当該保護観察所の所掌に属するものに従事するものとする。
- 犯罪をした者及び非行のある少年の改善更生を助け又は犯罪の予防を図るための啓発及び宣伝の活動
- 犯罪をした者及び非行のある少年の改善更生を助け又は犯罪の予防を図るための民間団体の活動への協力
- 犯罪の予防に寄与する地方公共団体の施策への協力
- 犯罪をした者及び非行のある少年の改善更生を助けるために、その者を雇用する事業主の確保その他の雇用の促進を図る活動
- 犯罪をした者及び非行のある少年の改善更生を助けるために、教育、医療又は福祉に関する公私の団体又は機関からの協力の促進を図る活動
- 犯罪の予防を図るために、公私の団体又は機関からの協力の促進を図る活動
- 犯罪の予防に寄与する公私の団体又は機関の施策又は活動への協力
- 犯罪の予防に関する事項について、住民からの相談に応じ、必要な助言その他の援助を行う活動

また地方更生保護委員会又は保護観察所の長から指定を受けて当該地方更生保護委員会又は保護観察所の所掌に属する事務に従事する。
犯罪や非行に陥った者が保護観察を受けることになると、その期間中、保護観察所の保護観察官とともに、対象者と面接して生活状況を調査し、保護観察中に決められた約束事（遵守事項）を守るように指導をし、生活相談など社会復帰への手助けをする。また、刑務所や少年院などの矯正施設に入っている者について、釈放後の帰住先が更生のために適当かどうかを調査し、その環境を調整する。

## 組織

### 保護司選考会
委員は「地方裁判所長」「家庭裁判所長」「検事正」「弁護士会長」「矯正施設の長の代表」「保護司代表」「都道府県公安委員会委員長」「都道府県教育委員会委員長」「地方社会福祉審議会委員長」「地方労働審議会会長」「学識経験者」から、13人以内が法務大臣から委嘱されて組織される。保護観察所の長の諮問に応じて保護司の委嘱及び解嘱に関する意見を述べる。また保護区及び保護司の定数、保護司の人材確保その他保護司活動の充実強化に関し、保護観察所の長の諮問に応じて意見を述べることができる。保護司の推薦は保護観察所の長が保護司候補者推薦名簿を作成し、地方更生保護委員会を経由して、法務大臣に提出して行うものとする。

### 保護司会・保護司連合会
保護司は、その置かれた保護区ごとに保護司会を組織する。また保護司会は都道府県ごとに保護司会連合会を組織する。保護司会又は保護司会連合会は以下の事務を行うことを任務とする。
- 保護司の職務遂行における計画の策定その他保護司の職務に関する連絡及び調整
- 保護司の職務に関し必要な資料及び情報の収集
- 保護司の職務に関する研究及び意見の発表
- 保護司の職務に関する研修
- 保護司及び保護司会（又は保護司会連合会）の活動に関する広報宣伝
- 保護司の人材確保の促進に関する活動
- 保護司の職務遂行に関し災害が発生した場合の救済に関すること

## 関連作品
- ガラスの牙 - 保護司と保護司が関わる少年たちをテーマとしたドラマ
- 天上天下唯我独尊 - 主人公の少年が保護司の経営するボクシングジムで更生を図る漫画。
- 明日の光をつかめ - 家庭に問題があったり少年院から退院したばかりの少年少女がたんぽぽ農場・かぼちゃハウスへ住み込み、学校へ通学しながらたんぽぽ農場・かぼちゃハウスでの生産活動を通して社会へ出る準備期間を描いたドラマ。一般の少年少女にも見て欲しいという製作者の意図から学校の夏休みシーズンに放送されている。渡辺いっけい扮するたんぽぽ農場・かぼちゃハウス主宰者の「おっちゃん」が保護司の仕事をしている。
- ホゴカン 熱血保護司・村雨晃司の事件簿
- 前科者（原作：香川まさひと、作画：月島冬二）
- 生きて、ふたたび 保護司・深谷善輔 - テレビドラマ

## 保護司の著名人
- 木暮実千代 - 女優
- 大沼えり子[13]‐作家
- 坂本新兵 - 俳優・声優
- 鳥羽一郎 - 歌手
- さとう宗幸 - 歌手・俳優
- 三代目海沼実 - 作曲家・音楽教育家
- 千葉紘子 - 歌手
- 真山勇一 - 政治家、元ニュースキャスター
- 赤間二郎 - 政治家
- 吉田真次 - 政治家
- 小川亨 - 元プロ野球選手
- 尾花高夫 - 元プロ野球選手
- 一龍斎貞花 - 講談師
- Paix2 - 女性歌手デュオ。刑務所や少年院でコンサートを開き、「刑務所のアイドル」や「受刑者のアイドル」とも呼ばれている。東京保護観察所長である荒木龍彦から勧められ、2014年9月1日に法務省から保護司に任命された[14]。
- 諏訪魔 - プロレスラー